# Onthophagus turfanicus
Onthophagus turfanicus là một loài bọ cánh cứng trong họ Bọ hung (Scarabaeidae).